# Tommaso Badia
Pour les articles homonymes, voir Badia (homonymie).
Tommaso Badia (né le 10 décembre 1483 à Modène, dans l'actuelle Émilie-Romagne, alors capitale du duché de Modène et mort le 6 septembre 1547 , à Rome) est un cardinal italien du XVIe siècle. Il est membre de l'ordre des dominicains.

## Biographie
Tommaso Badia est proposé deux fois comme maître de son ordre, mais n'est pas élu parce qu'il a la réputation d'être trop strict. Il va à Rome et y est nommé maitre du Palais apostolique.
Badia est créé cardinal par le pape Paul III lors du consistoire du 2 juin 1542. Il refuse plusieurs nominations comme évêque. Badia est l'auteur de plusieurs traités philosophiques, œuvres sur l'immortalité de l'âme et traités contre le luthéranisme.